# Saint-Cirq-Lapopie
Saint-Cirq-Lapopie là một xã ở tỉnh Lot tây nam Pháp.
Thị trấn nằm trong công viên khu vực Les Causses du Quercy. Xã có diện tích 17,89 km2, dân số năm 1999 là 207 người.